# 1900 na Alemanha
Esta é uma cronologia dos fatos acontecimentos de ano 1900 na Alemanha.

## Eventos
- 28 de janeiro: A Federação Alemã de Futebol é fundada por representantes de 86 clubes alemães em Leipzig.[1]
- 16 de junho: O Canal Elbe-Lübeck é inaugurado quatro anos depois da construção.
- 7 de julho: Ferdinand von Zeppelin realiza a primeira prova com um dirigível LZ1 em Friedrichshafen.
- 10 de julho: O primeiro acordo comercial entre os Estados Unidos e a Alemanha é assinado na capital americana de Washington, DC.
- 12 de dezembro: Um censo do Reich alemão determina que 56.345.014 habitantes vivem no país.